# Axel Grönvik
Axel Rudolf Emil Grönvik, född 18 januari 1897 i Tammerfors, död 11 december 1992 i Helsingfors, var en finländsk publicist.
Grönvik blev filosofie magister 1923. Han var 1922–1928 chefredaktör för bygdetidningen Nyland och samtidigt 1922–1925 redaktionssekreterare vid måndagsbladet Nya Tidningen samt 1928–1932 redaktionssekreterare vid Hufvudstadsbladet, där han 1933–1944 var utrikespolitisk redaktör. Han blev 1944 chefredaktör för Svenska Pressen, som följande år antog namnet Nya Pressen, och stod i ledningen för denna tidning fram till 1966.
Grönvik var under sina aktiva tidningsmannaår en förgrundsgestalt inom finländsk tidningspress; bland annat var han 1949–1958 ordförande i Finlands journalistförbund.
Han var far till teologen Lorenz Grönvik.